# Kersamaju
Kersamaju is een bestuurslaag in het regentschap Tasikmalaya van de provincie West-Java, Indonesië. Kersamaju telt 4149 inwoners (volkstelling 2010).